# Vicente Almandos Almonacid (político)
Vicente Almandos Almonacid (La Rioja, 1838 - La Rioja, 1891) fue un político argentino que ejerció como Gobernador de la provincia de La Rioja entre 1877 y 1880.

## Biografía
Era hijo del coronel unitario Lino Almandos, que luchó contra el Chacho Peñaloza y Felipe Varela. Se recibió de escribano público.
En 1869 fue nombrado Ministro de Gobierno del gobernador riojano José Benjamín de la Vega, ocupando cargos de importancia durante los gobiernos de Pedro Gordillo y Rubén Ocampo.
Fue elegido gobernador en 1877, asumiendo en el mes de junio. Fueron sus ministros Salvador de la Colina, Serafín de la Vega y Remigio Rivas Encina. Nombró comandante de armas de la provincia a su padre, que debió enfrentar un motín que pretendía derribar al gobernador. Su mandato estuvo cruzado por repetidos conflictos con la Legislatura por razones institucionales, y visitó repetidamente los departamentos del interior de la provincia. Durante su gestión siguió ejerciendo como comerciante y ganadero, cruzando sus intereses con los fiscales, por lo que al final de su mandato sería acusado de corrupción y defraudación de fondos públicos.
En las últimas semanas de su mandato puso a disposición del gobierno nacional todos los recursos de la provincia para aplastar la revolución de 1880, y convenció a los diputados y senadores de su provincia de trasladarse a Belgrano junto al presidente Nicolás Avellaneda.
Tras su paso por la gobernación ocupó varios cargos públicos, entre ellos el de juez de paz.
Falleció en su ciudad natal en junio de 1891; se dijo que había dejado a su familia en la miseria, pero la historia de su hijo parece desmentir esa información.
Su hijo, también llamado Vicente Almandos Almonacid, fue un aviador riojano que fue considerado como un héroe de la Primera Guerra Mundial en Francia, a cuyo ejército se unió como voluntario.